# Carl Colsman-Freyberger
Carl Colsman-Freyberger (* 18. Juli 1898 in Langenberg; † 14. Mai 1983 in Mönchengladbach) war ein deutscher Politiker und Landtagsabgeordneter (CDU).

## Leben
Nach dem Besuch der Volksschule und des Realgymnasiums mit dem Abschluss des Abiturs war er zunächst Kriegsteilnehmer und studierte dann ab 1919 Geschichte, Philosophie und Kunstgeschichte. Von 1921 bis 1922 absolvierte er eine Ausbildung in der Textilindustrie und war anschließend in dieser Branche tätig. Von 1939 bis 1945 war er erneut im Kriegsdienst. Anschließend war Colsman-Freyberger Eigentümer einer Baumwollweberei in Mönchengladbach. 1946 war er Mitbegründer der CDU in Mönchengladbach. Er war in zahlreichen Gremien der CDU und der Arbeitgeberverbände vertreten.
Vom 23. Juli 1962 bis zum 23. Juli 1966 war Colsman-Freyberger Mitglied des Landtags des Landes Nordrhein-Westfalen. Er wurde über die Landesliste seiner Partei gewählt. Zeitweise gehörte er dem Stadtrat in Mönchengladbach an.